# نائر السیف
نائرالسیف (درخشان‌اختر) یا آیوتا شکارچی(به انگلیسی:Iota Orionis) درخشان‌ترین ستاره شمشیر شکارچی است.

نائرالسیف (به‌اختصار ι Ori) یک سامانهٔ ستاره‌ای چندگانه در صورت‌فلکیشکارچی واقع بر روی استوای سماوی است. این ستاره هشتمین عضو درخشان این صورت‌فلکی با قدر ظاهری ۲٫۷۷ است و در عین حال، درخشان‌ترین عضو توده‌ستاره‌ای مشهور به شمشیر شکارچی نیز به‌شمار می‌آید. نائر السیف یکی از اعضای خوشه بازNGC 1980 است. بر پایهٔ اندازه‌گیری‌های اختلاف منظر، فاصلهٔ آن از خورشید حدود ۱٬۳۴۰ سال نوری (۴۱۲ پارسک) برآورد شده‌است.

این سامانه دارای سه مؤلفهٔ قابل مشاهده است که با نام‌های نائرالسیف A، B و C شناخته می‌شوند. مؤلفهٔ A با استفاده از تداخل‌سنجی لکه‌ای (speckle interferometry) تفکیک‌پذیر شناخته شده‌ و خود یک دوتایی طیف‌سنجی پرجرم است که شامل اجزای نائرالسیف Aa1 (با نام رسمی هاتسا /Hatysa/)، Aa2 و Ab می‌باشد.

## نام‌گذاری
درخشان‌اختر ستاره‌ای است که در شمشیر شکارچی درخشش زیادی دارد.
ι Orionis نام بایری این سامانه است. نام‌گذاری اجزای سه‌گانه با عنوان‌های نائرالسیف A، B و C، و اجزای A با عنوان‌های Aa1، Aa2 و Ab بر اساس قراردادهای فهرست چندگانگی واشینگتن (WMC) برای سامانه‌های چندستاره‌ای انجام گرفته و از سوی اتحادیه بین‌المللی اخترشناسی (IAU) پذیرفته شده‌است.
این سامانه نام سنتی نائر السیف (به عربی:  به‌معنای «درخشانِ شمشیر») را نیز دارد، گرچه این نام در منابع انگلیسی کمتر استفاده می‌شود. از زمان اطلس Atlas Coeli اثر آنتونین بِچوار (۱۹۵۱)، نام هاتسا برای این ستاره به‌کار رفته‌است، ولی کونیتزش منبع قدیمی‌تری برای آن نیافت.
در سال ۲۰۱۶، گروه کاری نام‌های ستاره‌ها (WGSN) در IAU به‌منظور استانداردسازی نام‌های خاص ستارگان تشکیل شد. این گروه تصمیم گرفت نام‌های خاص را تنها به ستاره‌های منفرد اختصاص دهد، نه به کل سامانه‌های چندگانه. در ۵ سپتامبر ۲۰۱۷، نام Hatysa به مؤلفهٔ نائرالسیف Aa اختصاص یافت و اکنون در فهرست نام‌های تأییدشدهٔ ستاره‌ها قرار دارد.
مؤلفهٔ نائرالسیف B یک ستاره متغیر است و در سال ۲۰۱۱ شناسهٔ V2451 Orionis را دریافت کرد.

## فاصله

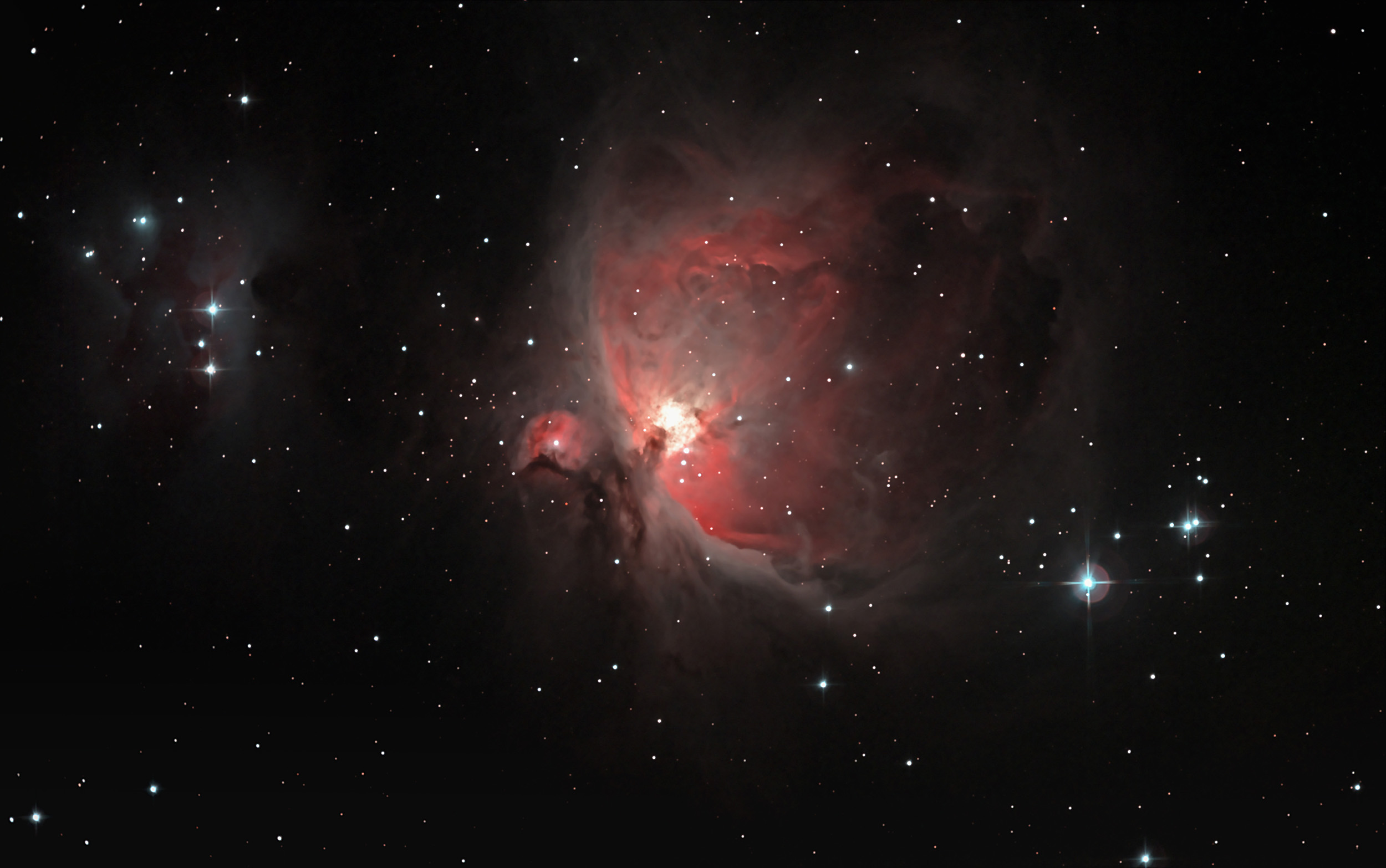
ι شکارچی ستارهٔ درخشانی در سمت راست (جنوب) سحابی شکارچی است

بر پایهٔ بازپرداخت هیپارکوس، نائرالسیف دارای اختلاف منظر ۱٫۴۰±۰٫۲۲ mas است که فاصله‌ای در حدود ۷۰۰ pc را نشان می‌دهد. در نسخهٔ پیشین داده‌های هیپارکوس، این مقدار ۲٫۴۶±۰٫۷۷ mas بود که به فاصله‌ای نزدیک‌تر اشاره داشت.
گایا برای دو مؤلفهٔ کم‌نورتر سامانه، مقادیر اختلاف منظر ۲٫۷۸۷۰±۰٫۰۴۷۶ mas و ۲٫۶۰۵۸±۰٫۰۲۴۲ mas گزارش کرده‌است، که به‌ترتیب نشانگر فاصله‌های ۳۵۹ pc و ۳۸۴ pc هستند. حاشیهٔ خطا در این اندازه‌گیری‌ها تنها چند پارسک است. بنابراین تردیدی وجود ندارد که هر سه مؤلفه در فاصله‌ای مشابه قرار دارند.
به‌طور کلی، نائرالسیف با خوشهٔ باز NGC 1980 مرتبط دانسته می‌شود، که در فاصلهٔ حدود ۴۰۰ pc قرار دارد. با این حال، ممکن است فاصلهٔ دقیق ستاره با خوشه یکی نباشد و تاریخچه‌ای پیچیده شامل ستارگان گریزان و برهم‌کنش‌های ستاره‌ای در میان باشد.
در پیمایشی تا قدر ۱۴ تنها ۱۸ ستاره در این خوشه عضویت دارند، که بیشتر آن‌ها با قدر نهم هستند و دو ستاره با قدر پنجم به‌نام‌های HR 1886 و HR 1887 نیز در میان آن‌ها دیده می‌شوند.

## ویژگی‌ها
سامانهٔ درخشان‌اختر عمدتاً از ستارهٔ نائرالسیف A تشکیل شده‌است. این سامانه یک دوتایی طیف‌سنجی دوخطی است که اجزای آن عبارت‌اند از یک ستارهٔ غول آبی از ردهٔ طیفی O9 III و یک ستارهٔ B0.8 III/IV که حدود دو قدر کم‌نورتر است. ردهٔ طیفی ترکیبی سامانه مدت‌ها به‌صورت O9 III پذیرفته شده و به‌عنوان ستاره استاندارد برای این رده نیز معرفی شده‌است.
برخورد بادهای ستاره‌ای این دو جرم، سامانه را به منبع قوی پرتو ایکس تبدیل کرده‌است. به‌طرز شگفت‌انگیزی، به‌نظر می‌رسد دو ستارهٔ این سامانه سن متفاوتی دارند و ستارهٔ دوم دو برابر ستارهٔ اول عمر کرده‌است. همراه با بیضوی بودن زیاد مدار (e = 0.764) با دورهٔ ۲۹ روز، این ویژگی‌ها نشان می‌دهند که سامانه به‌جای تشکیل هم‌زمان، از طریق گرفتن ستاره‌ای ایجاد شده‌است. چنین رخدادی ممکن است از برخورد دو سامانهٔ دوتایی حاصل شده باشد که در طی آن، یک ستاره از هر سامانه باقی‌مانده و دو ستارهٔ گریزان خارج شده‌اند.
مؤلفهٔ سوم در فاصلهٔ زاویه‌ای ۱۵۵ mas از A شناسایی شده و احتمالاً یک زیرغول B2 است.
ستارهٔ اصلی نائرالسیف A یک غول رده O با جرم حدود 23 M☉، دمای مؤثر سطحی حدود ۳۲۵۰۰ K، شعاعی معادل 8.3 R☉ و تابندگی بولومتریک حدود 68,000 L☉ است. سن آن در حدود ۹ میلیون سال تخمین زده می‌شود.
ستارهٔ دوم در این دوتایی طیف‌سنجی، یک غول B یا زیرغول B با جرم تقریباً 13 M☉، دمای حدود ۲۷۰۰۰ K و شعاع 5.4 R☉ است و انرژی‌ای بیش از ۸٬۰۰۰ برابر خورشید ساطع می‌کند.
مؤلفهٔ B، یک غول B8 در فاصلهٔ زاویه‌ای ۱۱ ثانیهٔ قوسی (~۵٬۰۰۰ واحد نجومی) است که ستاره‌ای متغیر و احتمالاً یک جرم پیش‌ستاره‌ای جوان است. همچنین، ستاره‌ای شیمیایی خاص با هلیوم کم‌رنگ به‌شمار می‌آید.
مؤلفهٔ کم‌نورتر C نیز یک ستاره از ردهٔ A0 است که در فاصلهٔ زاویه‌ای ۴۹ ثانیهٔ قوسی قرار دارد.